# Minigame Madness 2 Gold
Minigame Madness 2 Gold je hra vydaná roku 2005 společností Icegames. Hra je souborem různých miniher.

## Hratelnost
Hra nabízí dva herní módy, a to hru jednoho hráče a turnaj. Při turnaji získává vítěz daného kola jeden bod; hrát se může do pěti, sedmi nebo devíti bodů.
Svoji postavu si hráč vybírá před každou minihrou. Hrát lze za různobarevné koule s očima (červená, žlutá, zelená, modrá).

### Ovládání
Ovládání je nastavitelné přímo ve hře; hru je možno hrát na klávesnici a na joysticku. Použitelných kláves je 6: vpravo, vlevo, nahoru, dolu, speciální 1 a speciální 2 + klávesa <escape>.

### Minihry
Miniher ve hře je celkem 8; před začátkem každé minihry si hráč nastavuje i parametry hry:
- Jump or die (skoč nebo zemři) – úkolem minihry je zůstat ve hře jako poslední zneškodňováním nepřátel skákáním na ně seshora. V případě zneškodnění se hráč rozpadne na střípky a po chvíli se opět objeví (pokud mu nedošly životy). V případě, že hráč spadne do okolní vody (příp. lávy), uberou se mu životy dva. Počet životů je nastavitelný před spuštěním minihry (rozsah 1–9) stejně jako prostor vymezený pro skákání.
- Did i dig (kopal jsem) – úkolem minihry je se skrz hlínu ve strojích podobným tankům provrtat do cíle. Překážkou jsou kameny různé velikosti. Hráč, který se ztratí z pohledu kamery – která je řízena vedoucím – je de facto ztracený. Před hrou si může hráč nastavit počet kamenů téhož druhu (rozsah 0–50).
- Spacer – v minihře má hráč zůstat jako poslední zneškodňováním nepřátel. Minihra se odehrává ve vesmíru. Hráči jsou ve svých vesmírných lodích v podobě trojúhelníků a snaží se svým dělem strefovat za pohybu ostatní. Pod jejich lodí je ukazatel zdravý a nabití děla (doby do možného opětovného výstřelu děla, je však v rámci jedné sekundy. V prostoru také mohou brát různé bonusy…
  - ochranný štít,
  - částečná oprava,
  - raketa, která letí stále za nosem, v blízkosti jiného hráče se však stane sledovanou,
  - jakási mlhovina (od místa sebrání vyrazí do krátké vzdálenosti prstenec oblaku, který zničí okolní bonusy a rakety); u bonusů je před začátkem hry nastavitelné, jestli se budou nebo nebudou vyskytovat.
- Speed racing (rychlostní závodění) – ve hře je úkolem zůstat jako poslední na silnici. Postavičky sedí ve svých autech stejné barvy a jedou směrem cesty, která se však stále zužuje. Hráči do sebe mohou narážet a tím se vystrkovat. Okolo silnice je tráva, na kterou když hráči najedou, zastaví se na místě a utečou pohledu kamery – jsou vyřazeni. Před začátkem hry je nastavitelná rychlost (malá, střední, vysoká).
- Paralanders (parašutisti) – ve hře úkolem dosednout na loď. Všichni hráči přistávají na svých padácích na loď/lodě pod nimi. Pohybovat se mohou vlastním odfukováním. Jakmile kdokoliv dosedne, loď/lodě začne/začnou po ostatních ve vzduchu střílet. Kdokoliv spadne do vody, je vyřazen. Před začátkem hraní jsou nastavitelné parametry počet lodí (1 nebo 2), míra odfukování (malá, velká), rakety (spuštěné, vypnuté; rakety se snaží propíchnout padáky hráčů – sice letí jen přímo za nosem, pouze klesají a stoupají – a tím je shodit do vody), vítr (bezvětří nebo zapnutý).
- Eat that ball (sněz tu kouli) – ve této minihře je úkolem sníst co nejvíce barevných předmětů podobných diamantům. Je to vlastně obdoba slavného hada. Hráč za snědení získá jednu kuličku své barvy, která ho následuje. V případě, že narazí do cizího „ocasu“, nic se neděje, ale když narazí do zdi nebo nějakého bloku v prostoru, jedna kulička ho následující zmizí. Když jich získá určitý počet, otevře se před ním otvor (uprostřed prostoru) a může ven a tím vyhrál. Před začátkem hry je nastavitelná úroveň (lehká, střední, těžká; určuje počet bloků ve hře).
- Stay alive (zůstaň naživu) – ve hře je úkolem zůstat poslední ve hře. Hráči jsou v jistém uskupení plošinek. Seshora létají rakety a ničí po nárazu bližší okolí, příp. odrazí hráče do menší vzdálenosti. Jak rakety létají, v prostoru se tvoří otvory do vody – kdo do vody spadne, končí ve hře. Před hrou se vybírá mapa.
- Flower power (síla květin) – na začátku hry mají všichni hráči na čele květinu. Seshora z mraků padají dešťové kapky, které mají hráči chytat, aby jim květina rozkvetla. Komu se to podaří nejdříve, vyhrál. Květináče jim však mohou spadnout prudkým pohybem. Nastavitelná je oblačnost (skorojasno, polojasno, větší déšť, menší déšť s bleskem – koho blesk zasáhne, je mimo hru).

V menu her je možné i náhodné zvolení minihry.

### Hudba
Hra je doprovázena hudbou často odpovídající dané minihře.